# Plimne turbine
Energija plime i oseke jedan je od najstarijih tipova energije koji ljudi koriste.Ta energija ne zagađuje okoliš, pouzdana je i lako predvidljiva za razliku od energije vjetra i valova.
Sama energija plime i oseke može se iskorištavati na dva načina:
1. gradeći polupropusne brane preko estuarija s visokom plimom
2. iskorištavanjem toka plime i oseke na otvorenom moru

Energija plime i oseke je oblik hidroenergije koji iskorištava kretanje vode, a sve se to događa zbog morskih mijena, odnosno spuštanje i dizanje nivoa mora.
Plimne turbine su ustvari velike podvodne turbine u područjima s velikim morskim mijenama, dizajnirana tako da uhvate kinetičko kretanje mora ili oceana, kako bi pomoću generatora proizvodile električnu energiju.
Energija plime i oseke ima ogroman potencijal za buduće energetske projekte, ponajviše zbog ogromnih površina svjetskih oceana.

## Vrste plimnih turbina

##### Turbine s horizontalnom osi
-koje u pravilu koriste isti princip kao i tradicionalne vjetroelektrane koristeći pritom vodu umjesto zraka. Trenutno se radi na najviše prototipova upravo ove vrste.

##### Turbine s vertikalnom osi
-spiralne turbine koje su postavljene duž Sjeverne Koreje

##### Oscilirajuće naprave
-one ne koriste rotirajuće dijelove već dijelove aerotijela koji bivaju gurnuti snagom vode.

##### Venturijev efekt
-koristi se za ubrzavanje vode kroz turbinu

## Kako djeluje?
Plimne turbine izgledaju i rade kao vjetroturbine, samo se ne radi o vjetru već o toku podvodnih struja. Plimne turbine iskorištavaju brze morske struje koje teku kad se razina vode diže ili spušta.
Mnogo je prednosti vezano za energiju plime i oseke. Riječ je o obnovljivom izvoru energije koji je ujedno ekološki prihvatljivo, te ne treba turbinama gorivo za pogon. Jednom kada se elektrana napravi nije toliko skupa za održavanje.
Plimna turbina, često se naziva i pretvarač energije plime i oseke (TSG), je stroj koji izvlači energiju iz strujanja vodene mase, posebno plime i oseke, iako se pojam dosta koristi za strojeve konstruirane za izvlačenje energije iz toka rijeke ili plimnih estuarijskih područja.

## Prednosti i nedostati ovog obika energije
Nedostaci ovog oblika energije su veliki kapitalni troškovi jer se redovito radi o ogromnim projektima koji zahvaćaju velika područja, pa kao i s velikim projektima hidroelektrana može doći do narušavanja okoliša, tj ekosistema (migracije riba itd). Drugi problem je ograničen dnevni rad od 10 sati koliko traju izmjene plime i oseke, te je za ekonomičnu proizvodnju električne energije potrebna minimalna visina od 7 m. Prednost plimnih elektrana je jeftina, čista i obnovljiva energija. Glavni nedostaci u povećanju upotrebe elektrana ovog tipa su visoki troškovi izgradnje, malo pogodnih lokacija za izgradnju, velik utjecaj na okoliš. Osim što je dobro razvijena energija plime i oseke, trenutačno je komercijalno neisplativa.

## Sličnosti s vjetroturbinama
Plimne turbine izvlače energiju iz strujanja vodene mase na isti način kao što vjetroelektrana izvlači energiju iz zračnih strujanja.
Veća gustoća vode u odnosu na zrak (voda je oko 800 puta gušća od zraka) znači da jedan generator može osigurati značajnu količinu snage pri niskim plimnim strujanjima kao i vjetar pri niskim brzinama.Vodene brzine koje čine samo jednu desetinu brzine vjetra, daju jednaku snagu za istu veličinu turbinskog sustava.

##### Trenutna tehnologija
Energija može biti izvađena iz plimnih struja na dva načina, preko plimnih brana i plimnih turbina.

##### Plimne brane
Učinkovitiji je drugi oblik plimnih "prepreka". Oni dakle dijele iste ekološke i društvene brige, ali imaju prednost imati električne generatore i transformatore iznad vode (mora ili oceana).

##### Plimne turbine
Ovaj oblik pretvorbe energije ima puno prednosti nad ostalim plimnim pretvorbama energije. Turbine se nalaze pod vodom i zbog toga se ne vide. Ne predstavljaju probleme pomorcima pri navigaciji i plovidbi i zahtijevaju puno manje materijala pri konstrukciji, te su također manje štetni za okoliš. Najbolja iskoristivost tj. najbolja funkcija plimne turbine jest kad se nalazi na područjima gdje su strujanja 2 - 2,5 m/s. Iznad ovoga nivoa strujanja turbina doživljava velika naprezanja, a ispod ovoga nivoa strujanja nedovoljno snage za pretvorbu energije.

## Ekonomija
Budući da je PT nerazvijena tehnologija, niti jedna standardna tehnologija se nije još iskazala kao jasan pobjednik, no eksperimentirana je na brojnom mnoštvu projekata, od kojih su neki vrlo blizu širokom opsegu implementacije. Nekolicina prototipa pokazali su se obećavajući, stvarajući izraženu potražnju mnogih tvrtki, od kojih su se neke već izdvojile kao neovisne, no nisu komercijalno poslovale već dugi niz godina da formiraju dostignuće i povrat na ulaganja.
Jednom instalirana plimna turbina, struju će proizvoditi bez troškova goriva, te će biti potpuno predvidljiva (kada će raditi,a kada neće).
Troškovi održavanja su glavni i jedini troškovi za vrijeme vijeka trajanja projekta.
Plimne struje su uobičajene na udaljenim mjestima. To znači da se pažljivim razmatranjem želja lokalnog stanovništva traži da se osigura program koji će ostvariti sav svoj potencijal koji nudi.Budući da je pod vodom, izbjegava estetske probleme.
Program mora osiguravati nova radna mjesta tijekom izgradnje koji će poboljšati ekonomsko stanje lokalne zajednice.

## Utjecaj na okoliš
Ovdje se utjecajem na okoliš podrazumijeva na utjecaj pomorskog životinjskog svijeta. Kod brana i turbina, ribe mogu bez opasnosti prolaziti preko brane, ali na taj način ostaju zarobljene unutar nje, pa zbog toga postaju prisiljene proći kroz turbinu pri čemu dio njih stradava. Postoje metode kao što su turbine s otvorenim centralnim dijelom koji reducira taj problem dopuštajući ribama da prođu kroz otvoreni dio.

## Zaključak
Energija dobivena iz plime i oseke ima dugoročnu budućnost, iako taj oblik energije još neće biti previše zastupljen u svijetu zbog nedovoljno razvijene tehnologije i jako skupih projekata, te još vladaju ogromni i moćni lobiji prema nafti od strane svjetskih korporacija.
Za sad još nema većih komercijalnih dosega na realizaciji te energije, ali potencijal nije mali. Procjenjuje se da na svijetu postoji oko 40 lokacija pogodnih za instalaciju plimnih elektrana. Stručnjaci su procijenili da mogu osigurati 48 TWh struje /godišnje (equivalentno 12500 MW instalirane snage ) u električnu mrežu Europe. Npr, Velika Britanija već provodi i ostvaruje te projekte, te im je u cilju da od 2010 do 2020 godine mora biti 10% obnovljivih izvora energije od svakog proizvođača struje u zemlji. Istraživanje naglašava kako more predstavlja najpouzdaniji izvor energije, naročito u odnosu na solarnu, a iz tog izvora bismo mogli zadovoljiti oko 20% potreba za električnom energijom, u globalnom smislu, naravno.

## Vanjske poveznice
Elektrane_na_plimu_i_oseku
Tidal_stream_generator